# Aenictus obscurus
Aenictus obscurus är en myrart som beskrevs av Smith 1865. Aenictus obscurus ingår i släktet Aenictus och familjen myror. Inga underarter finns listade i Catalogue of Life.